# 장애인의 날 (대한민국)
장애인의 날은 장애인에 대한 국민의 이해를 깊게 하고 장애인의 재활 의욕을 높이기 위해 제정된 대한민국의 법정 기념일로, 날짜는 매년 4월 20일이다. 다만 4월 20일이 토요일이나 일요일일 경우, 기념식은 4월 18일에 개최된다.
현재 법정기념일인 장애인의 날 기념행사의 주최기관은 정부 주무부처인 보건복지부와 한국장애인개발원·장애인의날행사추진협의회이다.
기념식 공식 행사에서는 장애인인권헌장낭독, 장애인복지 유공자에 대한 훈·포장과 표창이 수여되며, 1997년 제정된 '올해의 장애인상' 시상을 통해 사회에 적극적으로 참여하는 장애인을 발굴, 시상하고 4월 20일부터 1주일 동안을 장애인 주간으로 정해 각 지방자치단체 및 장애인 단체별로 체육대회를 비롯한 다채로운 기념행사를 펼친다. 한국방송공사는 4월 20일에 맞춰서 초등학생을 대상으로 하는 장애인 인식개선 교육 라디오 프로그램 〈대한민국 01교시〉와 중고등학생들을 대상으로 하는 장애인 인식개선 단편드라마를 방송한다.
장애인의 날을 규정하고 있는 현행 법령은 장애인복지법 제 14조 01항이다.
또한 2014년 4월 18일 예정된 제 34회 장애인의날 행사는 세월호 참사로 인하여 모든 국민들에게 애도를 표하며 모든 행사를 취소하였다.

## 같이 보기
- 국제 장애인의 날(UN 지정, 매년 12월 3일)